# 逆行性生長
逆行性生長（Anaplasia），是指成熟的正常細胞非正常地復歸成未成熟的細胞，為惡性腫瘤（malignant neoplasms）的指標性症狀。大多數癌細胞會導致細胞去分化，讓細胞無限制的分裂。但發生在幹細胞的癌症，不會導致逆行性生長，而是使幹細胞無法分化。
逆行性生長的細胞也往往形成巨核以及合胞體，正常細胞的N/C值（細胞核和細胞的比例）約為1：4或1：6，逆行性生長的細胞的N/C值約為1：1，N/C值的上升會造成細胞深染，為辨識細胞去分化與否的重要特性。除此之外，明顯非典型的大量有絲分裂現象也是重要的特徵，也可能在分裂時產生多個主軸，出現三極或四極的情形。此外，未分化的細胞通常不能識別其發展的方向（即失去正常的極性）。
逆行性生長是細胞突變最嚴重的狀態，且為不可逆性疾病。在此之前，細胞的可逆但非正常時期被稱為分生不良（dysplasia）